# Khalid Chaouki
Khalid Chaouki fils de Moumoud Chaouki (né le 1er janvier 1983 à Parme) est une personnalité politique italienne, membre du Parti démocrate.

## Biographie
Lors des élections générales italiennes de 2013, Khalid Chaouki est élu député, après le renoncement d'Enrico Letta, dans la 2e circonscription de Campanie (c'était le premier des non-élus).
C'est un journaliste, responsable des « Nouveaux Italiens » au sein du Parti démocrate. Il a grandi en Émilie-Romagne, à Parme et à Reggio d'Émilie. Il a fondé et présidé l'Association nationale des jeunes musulmans en Italie, et a siégé au sein du Conseil italien de l'islam (Consulta per l'Islam italiano).